# Pyu
Pour les articles homonymes, voir Pyu (homonymie).

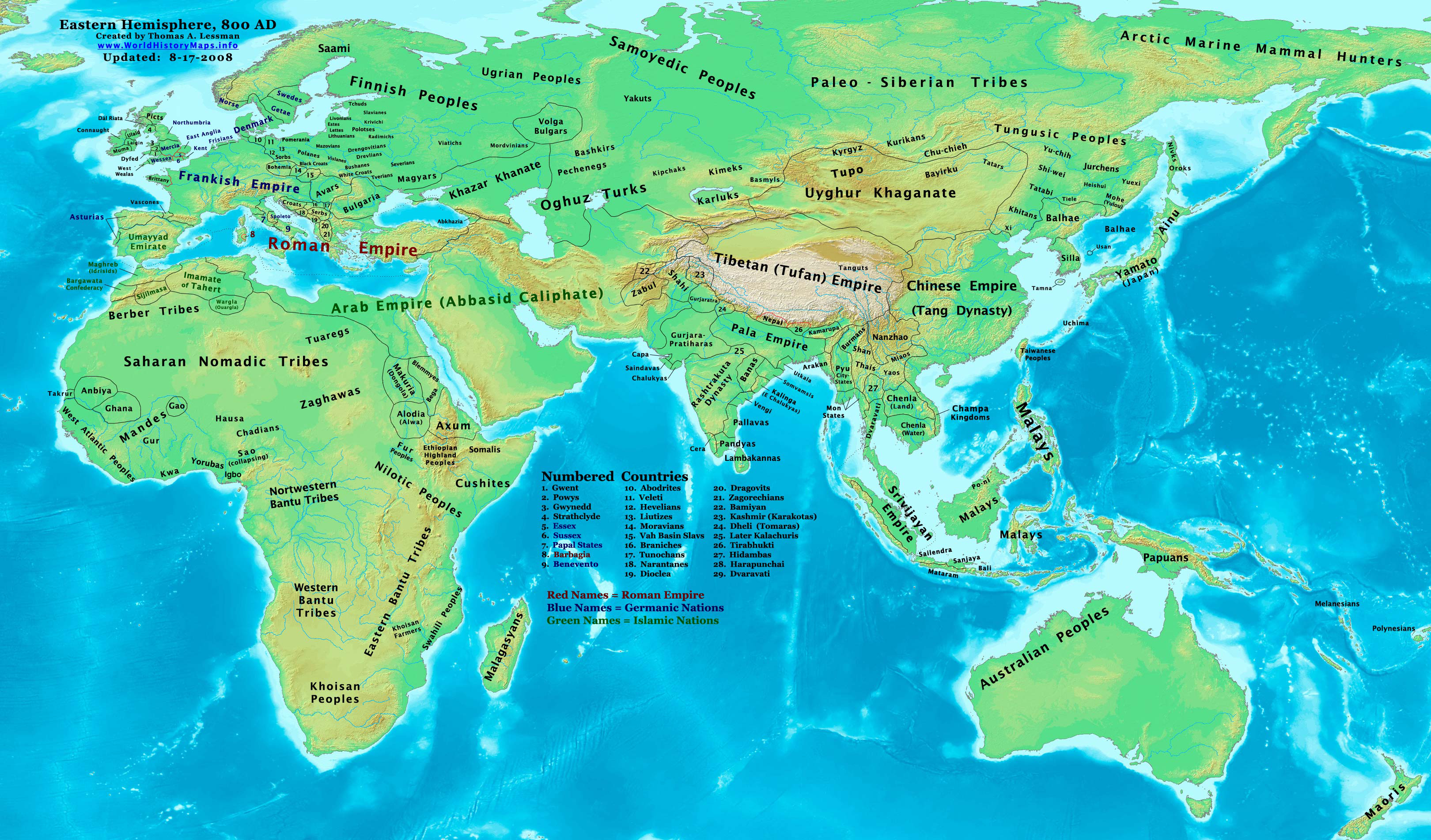
L'Eurasie vers 800, avec les Cités-états Pyu

Pyu est le nom que l'on donne à un ancien groupe ethnique de langue tibéto-birmane qui vivait dans le bassin de l'Irrawaddy, sur le territoire de l'actuelle Birmanie.

## Origine
Selon George Cœdès, les Pyu, qui se nommaient eux-mêmes Tirchul et provenaient des confins du Tibet, se sont établis dans le bassin de l'Irrawaddy dans les premiers siècles de l'ère chrétienne et représentent l'avant-garde de la migration birmane. Le nom de Pyu vient du Chinois P'iao.
Selon les historiens britanniques G. E. Harvey et J. O. Thomson, la métropole de Tugma mentionnée vers 150 dans la Géographie de Ptolémée serait la ville Pyu de Tagaung, en Haute-Birmanie,.
Le territoire des Pyu était centré sur la ville actuelle de Prome. Les chroniques de la dynastie Tang (606-910) le décrivent comme formé de 18 états et de 9 villes fortifiées. En Haute-Birmanie au moins sept de celles-ci ont été découvertes jusqu'à présent.
C'est aux Pyu que l'on doit la fondation du royaume hindouisé de Sri Ksetra que des pèlerins chinois mentionnent à partir du VIIe siècle. La pénétration du bouddhisme chez les Pyu est antérieure au Ve siècle, date que l'on peut affecter aux fragments du canon bouddhique, écrits en langue pâli et retrouvés à Maungun, près de l'ancien site de Prome.
Les Pyus se sont progressivement fondus avec les Birmans, auxquels ils ont transmis une grande partie de leur culture.

## Sources
- George Cœdès, Les Peuples de la Péninsule indochinoise, Dunod, 1962.

### Filmographie
- (en) The temples and ritual sites of the walled Pyu cities of Myanmar/Burma, film de Bob Hudson, École française d'Extrême-Orient, Paris, 2009?, 1 h 22 min (DVD de la conférence)